# Roberto Balestra
Roberto Egídio Balestra (Inhumas, 24 de Maio de 1944) é um advogado, empresário e político brasileiro. Roberto é filho de Nelo Egídio Balestra e Garcita Soyer Balestra, formou-se em Direito pela Faculdade Anhanguera de Goiânia, em 1981. Começou cedo na vida pública aos 22 anos, quando iniciou através da Aliança Renovadora Nacional (Arena).

## Biografia
Filiado a vários partidos ao longo da sua vida pública, como ARENA, PDS, PDC, PPR, PPB e PP, foi eleito Deputado Federal pela primeira vez em 1987, sendo reeleito em diversas pleitos eleitorais para o mesmo cargo e foi Secretário Extraordinário de Goiás em 2004, Secretário de Agricultura de Goiás em 2005 e em 2007, exerceu novo cargo no secretariado de estado em seu estado natal.
Exerceu atividades sindicais, representativas de classe e associativas, como fundador e presidente do Sindicato Rural de Inhumas, presidente da Cooperativa Agropecuária do Mato Grosso Goiano e membro da Comissão de Política Agrícola, entre outras atividades e instituições.
Em 2011 foi investigado por danos ao erário na justiça de Goiás.
Em 2014 foi eleito, novamente, para Deputado Federal pelo Partido Progressista, com 85.534 votos, para a 55.ª legislatura (2015-2019). Teve seu nome envolvido na lista enviada pelo Procurador Geral da República ao Supremo Tribunal Federal no esquema de corrupção na Petrobras, investigado pela Operação Lava Jato. Investigado pelo inquérito 3.989, o maior da Lava-Jato em curso no STF. O processo diz respeito a crimes de lavagem de dinheiro, corrupção passiva e quadrilha.

## Posicionamentos
Votou a favor do Processo de impeachment de Dilma Rousseff. Posteriormente, votou a favor da PEC do Teto dos Gastos Públicos. Em abril de 2017 foi favorável à Reforma Trabalhista.  Em agosto de 2017 votou contra o processo em que se pedia abertura de investigação do então Presidente Michel Temer, ajudando a arquivar a denúncia do Ministério Público Federal.